# Georg Friedrich von Griesinger
Georg Friedrich von Griesinger (* 16. März 1734 in Marschalkenzimmern; † 17. April 1828 in Stuttgart) war ein deutscher evangelischer Theologe.

## Leben
Griesingers Eltern waren der Pfarrer Johann Griesinger (1698–1777) und dessen Frau Dorothea geb. Käuffelin (1703–1777). Griesinger besuchte die Lateinschule in Kirchheim unter Teck sowie die Klosterschulen in Bebenhausen und Blaubeuren. Ab 1753 studierte er im Evangelischen Stift in Tübingen Mathematik und Physik und erlangte 1755 den akademischen Rang eines Magisters. Anschließend studierte er Philosophie und wurde 1758 promoviert. Nach dem Vikariat und einer Bildungsreise wurde er 1761 Repetent in Tübingen. 1766 wurde er Diakon an der Leonhardskirche in Stuttgart, später dann in der Hospitalkirche. 1783 wurde er Pfarrer in der Leonhardskirche, 1786 Konsistorialrat und 1791 Abt im Kloster St. Georgen. 1799 wurde ihm der Doktortitel ehrenhalber (D. theol.) verliehen. 1822 trat Griesinger zurück.
Griesinger war seit 1767 verheiratet mit Henriette Christiane, geb. Knebel.

## Veröffentlichungen
- Dissertatio qua decentia restabilitionis generis humani ex idea entis summi et mundi physici ac pneumatici rationaliter explicatur, Tübingen 1758.
- De Commodis Angelorvm  Bonorvm  Ex Opere Redemtionis Commentatio. Litteris et Sumtibus Io. Ad. Sigmvndi, Tübingen 1766 (Digitalisat).
- Die Pflicht eines Christen, seine Traurigkeit bey dem Sterben naher Anverwandten zu mäßigen. Metzler, Stuttgart 1769 (Digitalisat).
- Die Gutthätigkeit gegen die Armen: über 1. Joh. III, 17 aus der Epistel am zweiten Sonntag nach dem Fest der Dreieinigkeit. Johann Christoph Betulius, Stuttgart 1771 (Digitalisat).
- Die Vortheile eines frühzeitigen und schnellen Todes des Gerechten: bey der Begräbnis Herrn M. Georg Friederich Gaußen, Garnisons-Predigers zu Stuttgart, und Pfarrers zu Heßlach. Den 12. Febr. 1777. vorgetragen. Cotta, Stuttgart 1777 (Digitalisat).
- Göttliches Gesezbuch oder biblisch-moralische Concordanz, worinnen nach dem Alphabet der Wille des Höchsten, und was ein Mensch nach solchem zu thun und zu lassen, auch was vor Nutzen, Segen und Belohnung von der Erfüllung, dagegen welch Schaden, Fluch und Strafen von der Uebertrettung zu gewarten hat, geschwind und kurz bey einander zu finden ist: Nebst einem Anhang zum täglichen Gebrauch aus der heiligen Schrift heraus gezogen und zusammengetragen von einem Verehrer der göttlichen Befehle. Eckebrechtische Buchhandlung, Heilbronn 1780.
- Denkmal der Freundschaft Dem ... Georg Daniel Fuchs, Zweyten Stifts-Diacono: Welcher den 26. September 1783. in dem 48sten Jahr Seines Alters nach einem Krankenlager von 3. Wochen, in seinem Erlöser selig entschlief. Christoph Friedrich Cotta, Stuttgart 1783.
- Einleitung in die Schriften des Neuen Bundes. Cotta, Stuttgart 1799 (Digitalisat).
- Ueber die Avthentie der alttestamentlichen Schriften. Christoph Friedrich Cotta, Stuttgart 1804.
- Über den Pentateuch. Cotta, Stuttgart 1806.
- Neue Ansicht der Aufsäze im Buche Daniel, Stuttgart 1815.
- Prüfung des gemeinen Begriffs von dem übernatürlich Ursprunge der prophetischen Weissagungen. Cotta, Stuttgart 1818.
- Theologia dogmatica. Cotta, Stuttgart 1825.
- Initia theologiae moralis. Cotta, Stuttgart 1826.